# 㺢㹢狓
㺢㹢狓，又稱作歐卡皮鹿，是一種偶蹄目哺乳動物，分布於非洲中部剛果民主共和國的東北部、剛果河等地，它是㺢㹢狓屬（Okapia）中唯一的物種。儘管有著斑馬一樣的條紋，但它與長頸鹿的親緣關係最為密切。屬长颈鹿科中的一种偶蹄动物。
㺢㹢狓的肩高約為1.5公尺（4英尺11英寸），典型的體長約為2.5公尺（8英尺2英寸），體重介於200至350公斤（440至770磅）之間。它擁有一個長脖子和大而靈活的耳朵，皮毛呈巧克力色至紅褐色，與腿部的白色橫紋和環狀斑紋形成鮮明的對比，腳踝部分呈白色。雄性㺢㹢狓頭上有短而明顯的角狀突起，長度不到15厘米（5.9英寸），而雌性則具有髮髻，但沒有角。
㺢㹢狓為晝行性，但在夜晚也可能活躍數小時。它們通常是獨居型，只在交配時才會聚集在一起。此外，㺢㹢狓也是植食性动物，以樹葉、嫩芽、草、蕨類、水果和真菌為食。雄性和雌性的發情期並不受季節變化的影響。在圈養環境中，雌性㺢㹢狓每15天進入一次發情週期。妊娠期約為440至450天，通常誕生一隻幼仔，而幼仔會被隱藏起來，且哺乳頻率較低。在約三個月大時開始食用固體食物，並於六個月時斷奶。
㺢㹢狓主要棲息在海拔500至1,500公尺（1,600至4,900英尺）的林冠森林中。國際自然保護聯盟將㺢㹢狓列為瀕危物種，其主要威脅包括森林砍伐和人類居住區擴張導致的棲息地喪失。非法采矿和大規模的獵捕以獲取野味和皮毛也導致了㺢㹢狓族群的下降。為了保護㺢㹢狓族群，㺢㹢狓保護計畫於1987年成立。

## 名称
㺢㹢狓的拉丁语属名取自姆武巴族对牠的名称，其种名是为了纪念首次获得㺢㹢狓颅骨的哈里·约翰斯顿。

## 特征
㺢㹢狓的皮毛是巧克力色的，有红色和绛红色的丝绒光泽。臀部和腿的上部则有水平的黑白条纹。有人认为这些条纹是在密集的热带雨林中作为“跟着我”的标志，让幼兽可以紧跟母兽，此外它们还可以作为伪装。小腿白色或淡棕色。面部黑白色。颈和腿显然有延长，但尚未达到长颈鹿的地步。雄兽有两只短的、带鹿茸的角，雌兽无角。㺢㹢狓的舌头是蓝色的，很长（约30厘米），很灵活。㺢㹢狓使用它们的舌头来卷取树上的嫩叶。㺢㹢狓还可以使用它们的长舌头来清洁它们的眼睛和耳朵。耳朵是㺢㹢狓赖以发现它们天敌豹的武器，因而长得很大。
成年的㺢㹢狓重约200至250千克，身长1.9至2.5米之间，尾长30至42厘米，肩高约1.5至2.0米之间。雄兽平均比雌兽大一些。

## 生活习性
除绿叶和嫩叶外㺢㹢狓还吃草、蕨类植物、果实和真菌。㺢㹢狓是昼行性动物，一般单身，只在交配时会碰到一起。怀孕期为421至457日。每次只生一幼兽，一般在8月至10月间出生，幼兽出生时重14至30千克。哺乳期约10个月，成熟期为4至5年。被关养的㺢㹢狓的寿命在15至30年以上。㺢㹢狓每次只要睡5分钟,每天一共只需要睡60分钟，它们始终保持警戒。
㺢㹢狓使用每只脚上的腺分泌一种沥青似的物质来标志它们走过的地方，并使用尿来标志它们的疆域。

## 分布
㺢㹢狓只分布在刚果民主共和国东部和北部的密集的热带雨林中，比如维龙加国家公园等自然保护区内。

## 历史

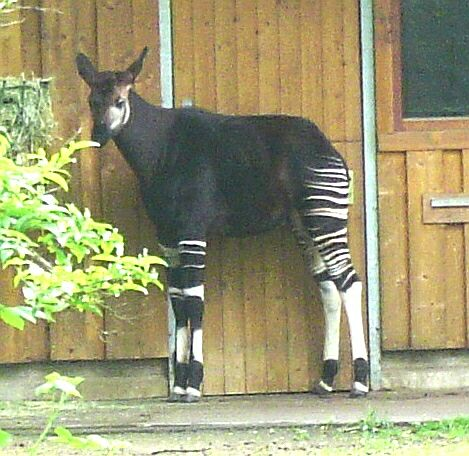
科隆动物园里的㺢㹢狓

刚果热带雨林中的当地人始终知道㺢㹢狓的存在，他们使用陷阱猎取㺢㹢狓。古埃及人也知道㺢㹢狓的存在，在欧洲人发现㺢㹢狓后不久人们在埃及发现了一幅有㺢㹢狓的壁画。后来亨利·莫頓·史丹利到那里去探险时当地人报道说在密林中有与史丹利带来的马类似的动物。当时有许多人猜测这到底是一种什么动物。有人甚至称它为“非洲独角兽”。当时英国在乌干达的总督哈里·约翰斯顿爵士看到了一些这些动物的足迹，他就已经发现这些足迹不是住在森林里的马的足迹，而是偶蹄动物的足迹。直到1900年伦敦动物学会才获得了一些当地人猎取的㺢㹢狓皮毛。当时动物学家们给这个未知的物种取名为，也就是说将它歸入马属。但是1901年6月一具几乎完整的皮毛和两具颅骨到达欧洲后，动物学家们认识到将它们分为马属是错误的，并很快就察覺这些动物与欧洲冰川期的短颈长颈鹿的化石的相似之处。直到1909年白人才捕获了一头活的㺢㹢狓，此前有不少猎人多年徒劳地互相竞争成为第一个猎获一头㺢㹢狓的白人。1918年第一头活的㺢㹢狓被运到欧洲安特卫普。1937年第一头活着的㺢㹢狓通过安特卫普到达美国。美国伊利诺州的布鲁克菲尔德动物园首次繁殖了人工圈养的。这个动物园也负责协调美国动物园和水族馆协会的㺢㹢狓保育计划。今天有约45头㺢㹢狓圈养在动物园中。

## 状况
由于㺢㹢狓非常胆小，又生活在一个处于内战国家的密林中，因此人们对于它们的野生习性所知甚少，对于它们的野生数量也只有猜测数据。粗略估计（但是非常不可靠）目前有一至两万头野生动物。
虽然㺢㹢狓未被列入受威胁的动物，但是它们受到生活环境被破坏和偷猎的威胁。动物学家依然在刚果努力研究㺢㹢狓的野生习性。1992年设立了㺢㹢狓野生生物保护区。刚果内战既威胁到㺢㹢狓，也威胁到了保护区工作人员的生命安全。
2006年6月8日科学家报道在刚果的维龙加国家公园发现了㺢㹢狓的迹象：这是从1959年后在当地首次官方宣布重新发现㺢㹢狓。

## 其它
- 國際神秘動物學學會将㺢㹢狓作为其标志。
- 在原版《银河系漫游指南》的广播系列中主人公亚瑟·丹特的兄弟据说被一头㺢㹢狓咬死。广播剧中没有仔细说到底出了怎么事。
- 於動畫《進擊的巨人》最終話出現以㺢㹢狓為原形的巨人，因主要人物的對白“我才不知道什麼是㺢㹢狓”，獲得大量關注。